# Magnezijev oksid
Magnezijev oksid, pogovorno magnezija (kemijska formula MgO), je bel prah ali brezbarven kristal, nastane pri gorenju magnezija v zraku ali v kisiku. Je tipičen bazotvoren oksid. Uporablja se ga da kot sredstvo za nevtralizacijo želodčne kisline (antacid) in v nekaterih industrijskih procesih predvsem kot žarovzdržen material za orodje, saj je temperaturno zelo odporen (tališče ima pri 2800 stopinjah celzija).